# Pećinsko slikarstvo
Pećinsko slikarstvo se pojavilo pre oko 35.000 godina i povezuje se sa savremenim ljudima, i otkriveno je na oko 350 lokaliteta franko-kantabrijske regije. Od kojih su najvažniji:
- Šove - pećina u južnoj Francuskoj u kojoj je pronađeno najstarije pećinsko slikarstvo koje se procenjuje na oko 35.000 godina starosti. U njoj su pored standardnih predstava konja i bizona oslikani i predatori(pećinski lav, medved, soko, pećinska hijena i panter) što predstavlja jedinstven slučaj.
- Gargas - pećina u francuskim Pirinejima na čijem zidu se nalaze otisci šaka koji se dobiju kada se šaka prisloni uza zid a okolo se prska boja.Procenjuje se da je stara 27 do 22 000.godina.
- Lasko - pećina na jugozapadu Francuske datirana na 18 do 16.000 godina. U njoj su nađene predstave kineskog konja, soba bikova i soba mačaka a svi radovi su toliko ujednačeni pa postojji mogućnost da ih je radila ista osoba.
- Altamira - pećina u španskoj pokrajini Kantabriji, otkrivena je 1880. i predstavlja jedno od prvih otkrića pećinskog slikarstva. Na jednom od njenih zidova crveno i crno-braon bojom naslikan je bizon a korišćena su prirodna ispupčenja i udubljenja u zidu kako bi bio postignut bolji efekat.

## Smisao
Smisao pećinskih slika nije nam uvek jasan. Protiv hipoteze Henri Breula da su naslikane životinje trebale da podupiru uspešne lovce govori činjenica da su na slikama često i divlje životinje koje se nisu lovile. David Luis Viliams u svom dokumentu BBC One „Kako je umetnost stvarala svet“ predlaže drugu teoriju. Slikarstvo tada nije predstavljalo živi svet već je imalo predstave ljudi koji su bili u transu koji su imali ljudi u ritualu koji je bio uslovljen dugim boravkom ljudi u pećinama i tami.. Protiv toga svedoči činjenica da je u mnogo slučajeva tu prisutna saradnja mnoga ljudi u konstrukciji skela i osvetljenja. Verovatno sa se radi o značaju koje ove slike imaju za religiju i ako ih danas nismo u mogućnosti da ih šire interpretiramo.
Henri Breul je podelio pećinsko slikarstvo na 4 stila:
- stil 1 - u njemu nije bilo pećinskog slikarstva ali na kamenim pločicama počinju da se izrađuju figurine i ova faza je zapravo uvod u paleolitsku umetnost.
- stil 2 - vezuje se sa kulturama gravetijen i stariji solitrej i sada počinje oslikavanje osvetljenih zidova oko ulaza u pećinu.
- stil 3 - počinje oslikavanje mračnijih delova pećine, kao i pojava apstraktih znakova, u početku ljudske ljudske predstave su nesrazmerne, glava je mala u odnosu na telo ali vremenom dolazi do usavršavanja.
- stil 4 - sada već dolazi do razvijenog slikarstva sa proporcionalnim i ujednačenim detaljima. Životinje su prikazivane realistički i u pokretu.I oslikavani su mračni, teško dostupni delovi pećine.

Kako je vreme odmicalo usavršavala se tehnika slikanja. Životinje su realističnije prikazivane i vidi se prostorni raspored. Nije utvrđrno da li je oslikavanje zidova rađeno zbog estetike ili ima neko duhovno značenje. Pogotovo što su predstave pronađene visoko postavljene u velikim galerijama a ima i onih u mračnim i teško dostupnim delovima pećine kojima je jedva mogla da priđe jedna osoba.

### Literatura
- 1975
- Piojan, J. Dějiny umění. 1. Praha: Knižní klub, 1998 - 334 s. ISBN 978-80-7176-764-0.

## Spoljašnje veze
-{
- Bradshaw Foundation
- EuroPreArt
- Malby v Castell de Castells, Španělsko
- American Rock Art Research Association

}-